# Imogene Coca
Imogene Coca (Filadélfia, 18 de novembro de 1908 — Westport, 2 de junho de 2001) foi uma atriz, cantora e dançarina estadunidense. Ela é mais conhecida por co-estrelar o programa de televisão Your Show of Shows ao lado Sid Caesar.